# 하이메 로드리게스
하이메 로드리게스 (1959년 1월 17일 ~ )는 엘살바도르의 전 축구 선수이다.